# 新犹太会堂 (德累斯顿)

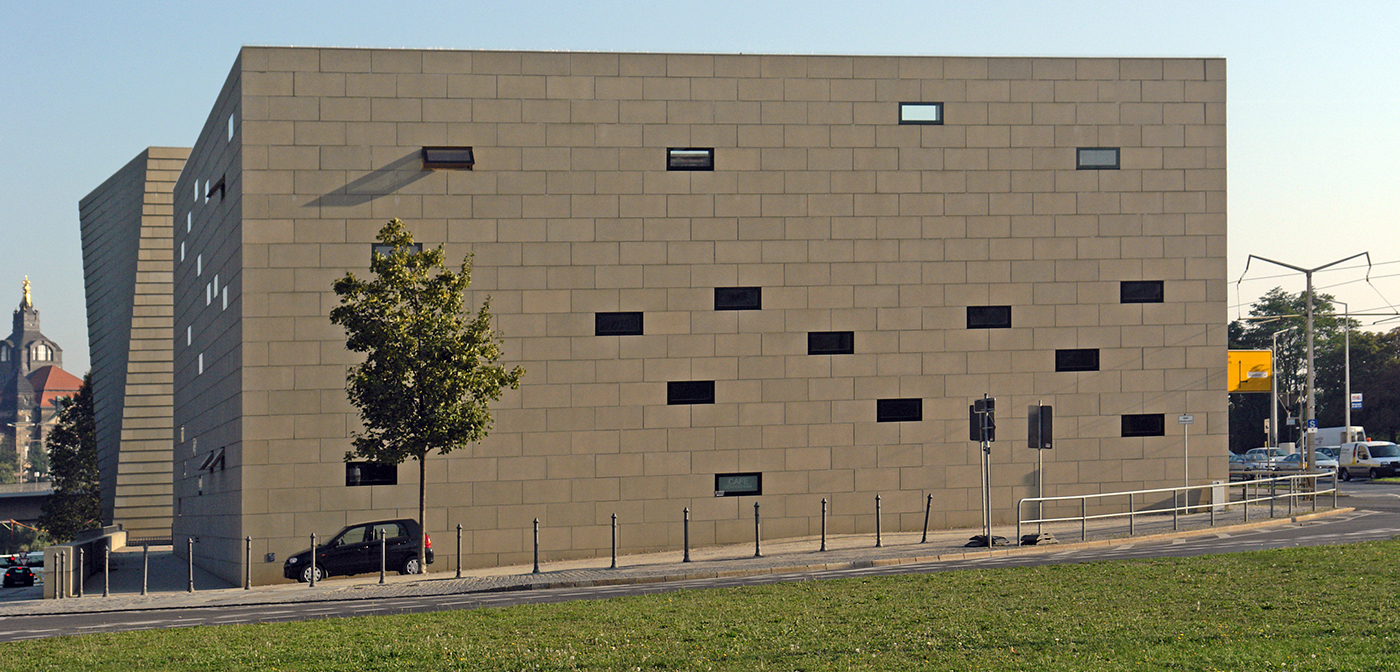
德累斯顿新犹太会堂

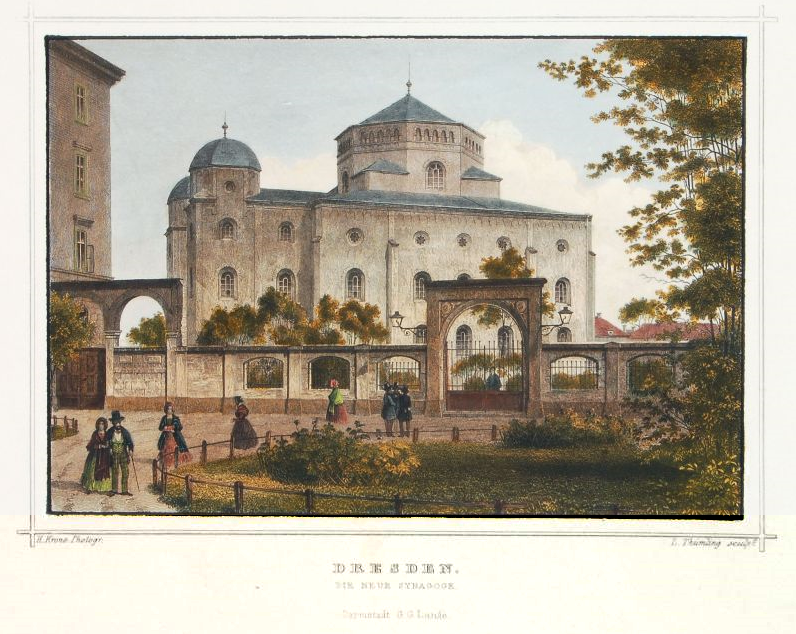
1860年的森帕会堂

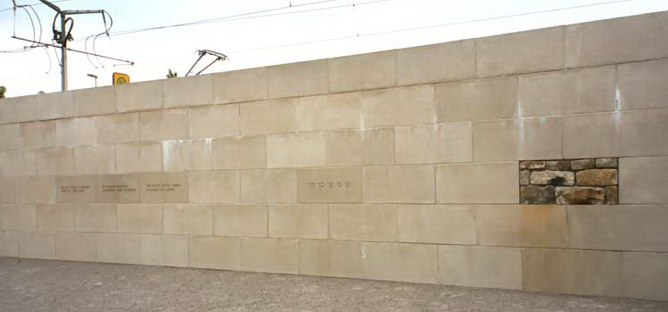
新犹太会堂的围墙纳入了森帕会堂的残迹

新犹太会堂（德語：Neue Synagoge）是德国德累斯顿的一座犹太会堂，2001年建成，由建筑师瑞纳·万德-霍弗和沃尔夫冈·洛尔希设计。它兴建在森帕会堂的原址，后者已经毁于1938年的水晶之夜。
新犹太会堂的围墙纳入了原来的森帕会堂遗留的残迹。建筑师故意让这座犹太会堂的外墙建得稍微偏离垂直。此外，新犹太会堂与毗邻的德累斯顿巴洛克式的市中心形成鲜明的对比。这个市中心在战争期间遭受盟军轰炸被完全夷为平地，重建时精确地复制了昔日辉煌的巴洛克皇家城市的原貌，有些重要建筑物甚至内部也完全原样复建。新犹太会堂则是一个例外，它没有复原原来的森帕会堂，而是建成了一座大胆的现代派立方体建筑。 
2003年，该建筑获欧盟当代建筑奖。